# Cartmanland
Cartmanland is aflevering 71 (#506) van de animatieserie South Park. In Amerika werd de aflevering voor het eerst uitgezonden op 25 juli 2001.

## Verhaal
Als Cartman van zijn overleden grootmoeder $1.000.000 erft, besluit hij daarmee te kopen wat hij altijd al wilde hebben: zijn eigen pretpark. Er mag echter niemand naar binnen, alleen Cartman zelf. Hij heeft namelijk een enorme hekel aan de drukte en wachtrijen die je overal in parken vindt. Ondertussen heeft Kyle een aambei en dit, samen met Cartmans geluk, doet hem zijn geloof in God verliezen. Als hij samen met Stan Cartmanland probeert binnen te glippen, prikt Kyle zijn aambei aan een van de punten van het hek, waardoor hij naar het ziekenhuis moet en in ernstige toestand verkeert.
Dit incident doet Cartman realiseren dat hij een bewaker in dienst moet nemen, maar omdat de man betaald wil worden en Cartman het hele miljoen aan de koop van het park heeft besteed, moet Cartman wel een beperkt aantal mensen toelaten in zijn pretpark. Dit veroorzaakt echter meer slijtage aan de apparaten waardoor een mecanicien moet worden aangenomen, en nog meer mensen toelaten. Omdat Cartman steeds meer mensen moet aannemen (beveiligingsagenten, mecaniciens, etc.) en dus ook salaris moet betalen moet hij steeds meer mensen toelaten in zijn park. Uiteindelijk moet hij 816 mensen toelaten in zijn park en het voorheen zieltogende pretpark draait als nooit tevoren. Zakelijk analisten interpreteren Cartmans egoïstische gedrag als een marketingtruc. Kyle ziet hoe succesvol Cartman is en zijn toestand wordt steeds slechter.
Cartman is echter diep teleurgesteld: overal ontstaan rijen en overal is het druk, precies datgene wat hij haat. Daarom besluit hij het park weer terug te verkopen aan de vorige eigenaar, die het nu goed draaiende park maar wat graag terug wil. 
Cartman raakt zijn geld echter kwijt als de Internal Revenue Service hem met een bezoekje en een belastingaanslag vereert, en aan een rechtszaak die is aangespannen door de ouders van Kenny, omdat hun zoon is overleden in het park. Cartman wil het park weer terugkopen om zijn schulden te kunnen betalen, maar dat wil de eigenaar niet en Cartman raakt gefrustreerd.
Kyle lijkt de strijd te verliezen en belandt in coma. Dan heeft Stan een idee; hij laat Kyle naar Cartmanland brengen, waar Cartman zich nog steeds gefrustreerd en miserabel voelt. Als gevolg hiervan ontwaakt Kyle weer en na het zien van Cartmans miserie realiseert hij zich dat er tóch een God is.

## Kenny's dood
- Kenny wordt gespietst door een laag hangende buis tijdens een ritje in een mijntreinachtbaan.

De 25 beste afleveringen van Eric Cartman door stemming op de website van Comedy Central. Deze afleveringen werden van 14 tot 16 oktober 2005 getoond van nummer 25 naar nummer 1 (de populairste).

Red Hot Catholic Love (25) · The Succubus (24) · Cartman Joins NAMBLA (23) · Simpsons Already Did It (22) · Cartmanland (21) · The Red Badge of Gayness (20) · Spontaneous Combustion (19) · Red Sleigh Down (18) · Freak Strike (17) · Casa Bonita (16) · The Jeffersons (15) · Starvin' Marvin (14) · The Passion of the Jew (13) · Weight Gain 4000 (12) · Cow Days (11) · The Death of Eric Cartman (10) · Cartman's Mom is a Dirty Slut (9) · Fat Butt and Pancake Head (8) · AWESOM-O (7) · Christian Rock Hard (6) · Pinkeye (5) · Die Hippie, Die (4) · Up the Down Steroid (3) · Cartman Gets an Anal Probe (2) · Scott Tenorman Must Die (1)